# Abdülhamid II
Abdülhamid II (ur. 21 września 1842 w Konstantynopolu, zm. 10 lutego 1918 tamże) – sułtan Imperium Osmańskiego.

## Życiorys
Wstąpił na tron w wyniku przewrotu pałacowego kierowanego przez Midhata Paszę 31 sierpnia 1876, po detronizacji swego brata Murada V, jako obłąkanego. Początkowo, pod wpływem polityków młodoosmańskich i w wyniku opłakanego położenia skarbu (bankructwo państwa w 1875), 23 grudnia 1876 nadał państwu konstytucję Kanun-ı Esasî); wybrano także parlament.

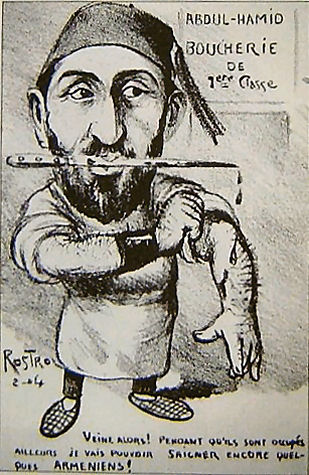
Karykatura francuska przedstawiająca sułtana Abdülhamida II jako rzeźnika

Rychło jednak pod wpływem terroru stronnictwa konserwatywnego zniósł konstytucję, rozwiązał parlament (14 stycznia 1878), a liberalnego wielkiego wezyra Midhata Paszę skazał na wygnanie. Dalsze jego rządy były nieudolne i despotyczne, jednak potrafił walczyć z pałacowymi intrygami, posuwającymi się aż do zamachów na jego życie (grudzień 1878). Zmuszony dramatyczną sytuacją budżetu państwa, musiał wyrazić zgodę na międzynarodową kontrolę finansów Imperium Osmańskiego.
W 1876 wybuchła wojna z Serbią, do której w 1877 dołączyła się Rosja. W rezultacie przegranej wojny przyjął ciężkie warunki traktatu w San Stefano, mimo złagodzenia ich na kongresie berlińskim (1878) było to poważne uszczuplenie obszaru państwa. Pilnie potrzebował kozła ofiarnego. Co przyczyniło się do ludobójstwa Ormian w latach 1894-1898. Wywołały oburzenie na całym świecie i nadanie mu przydomka „krwawego” lub „czerwonego”. W rezultacie powstania na Krecie i rzezi Greków na tej wyspie (1895–1896) wybuchła wojna z Grecją, w której odniósł zwycięstwo w 1897 roku. W polityce zagranicznej szukał oparcia zarówno w panislamizmie, jak też w Niemczech, którym zapewnił przeważający wpływ w Imperium Osmańskim, zaś przy pomocy urzędników i oficerów niemieckich od 1880 przeprowadził szereg reform finansowych i wojskowych. W 1903 roku nadał Niemcom koncesję na budowę kolei bagdadzkiej. W 1908 zmuszony rewolucją młodoturków przywrócił państwu konstytucję. 27 kwietnia 1909, jako podejrzany o organizację kontrrewolucyjnego przewrotu, został zdetronizowany i internowany w Salonikach, a sułtanem został Mehmed V. Był odpowiedzialny również za masakrę w Adanie, która miała miejsce u schyłku jego panowania.